# Minca Lorenci
Minca Lorenci, slovenska dramska in filmska igralka, * ? 1981, Maribor.

## Življenjepis
Po maturi na Prvi gimnaziji Maribor je vpisala študij dramske igre in umetniške besede na Akademiji za gledališče, radio film in televizijo. V letniku Jožice Avbelj, Borisa Cavazze in Dušana Mlakarja je diplomirala leta 2005 z vlogo Klitajmestre v Agamemnomu. Tega leta je postala članica ansambla Slovenskega ljudskega gledališče Celje, kjer je 2008/2009 prejela Večerovo nagrado. Od jeseni 2018 je zaposlena v Drami SNG Maribor.

## Filmske vloge
- 2017 - Vesna Jenko v filmu Slovenija, Avstralija in jutri ves svet
- 2009 Natakarica Mira v filmu Slovenka
- 2008 Lajf
- 2002 Maša v filmu Odlepljeni
- 2002 Frizerka v filmu Boš pa mrzlo jedo